# ねじまきむじか3
『ねじまきむじか3』は、日本の音楽ユニット、eufoniusの13枚目のアルバム。2012年7月9日に発売された。

## 概要
- 『フォノン』以来7ヵ月ぶり、前作『ねじまきむじか2』からは約2年ぶりの、自身8作目の自主制作アルバムである。
- 収録曲8曲のうちオルゴールアレンジが6曲、新曲が2曲となっている。

## 収録曲
全て作詞：riya、作曲・編曲：菊地創。
1. イニシオ
2. Indelible name 〜nejimaki musica〜
アルバム『メトロクローム』収録曲。
3. wonder 〜nejimaki musica〜
アルバム『ねじまきむじか』収録曲。
4. 光の果実 〜nejimaki musica〜
アルバム『eufonius・eufonius+』収録曲。
5. 散歩道 〜nejimaki musica〜
アルバム『ねじまきむじか』収録曲。
PCゲーム『そして明日の世界より――』夕陽ED主題歌。
6. ルベージュ 〜nejimaki musica〜
アルバム『Σ』収録曲。
7. ナルキッソス 〜nejimaki musica〜
アルバム『Σ』収録曲。
PCゲーム『narcissu SIDE 2nd』OP主題歌。
8. uzu